# Lepanus pisoniae
Lepanus pisoniae là một loài bọ cánh cứng trong họ Bọ hung (Scarabaeidae).